# La Poupée de sucre
 (juillet 2012).
Si vous disposez d'ouvrages ou d'articles de référence ou si vous connaissez des sites web de qualité traitant du thème abordé ici, merci de compléter l'article en donnant les références utiles à sa vérifiabilité et en les liant à la section « Notes et références ».
La Poupée de sucre est une émission de télévision en neuf épisodes de Jean-Jacques Debout avec Chantal Goya. Le programme a été diffusé sur TF1 du 15 au 25 décembre 1983 à 19 h 40. Chaque épisode dure approximativement 15 à 20 minutes et met en scène les aventures de Marie-Rose, le personnage incarné par Chantal Goya dans ses spectacles.

## Synopsis
L'action se déroule dans un petit village. La jeune Marie-Rose est malade : s'exposant au soleil, elle a contracté une insolation. Pour l'aider à se sentir mieux, son père, le pâtissier du village, lui offre une poupée de sucre. Mais Marie-Rose se met à délirer. Elle voit alors en rêve les habitants de son village persécutés par la sorcière Piranha (Le Soulier qui vole) qui s'approprie les maisons des habitants. Marie-Rose décide alors de récupérer les maisons de ses amis et doit, pour cela, affronter la Piranha.

## Fiche technique
- Réalisation : Marion Sarraut et Pierre Fournier-Bidoz
- Chansons originales : Jean-Jacques Debout et Roger Dumas
- Musique originale : Jean-Jacques Debout
- Direction musicale et arrangements : Jean-Daniel Mercier
- Chorégraphies : Arthur Plasschaert
- Création des costumes : Michel Fresnay et Hélène Martel

## Distribution
- Chantal Goya : Marie-Rose
- Micha Bayard : la sorcière Piranha /l'infirmière
- Clément Michu : Monsieur Ledou le pâtissier
- Jean-Pierre Rambal : le chapelier / Monsieur le Chêne
- Roger Desmare : l'horloger
- Régine Blaess : la paysanne
- Max Desrau : le professeur de musique
- Michèle Alba : l'horloge
- Et les enfants du spectacle Le Soulier qui vole

## Épisodes
Deux ou trois chansons étaient présentées lors des épisodes de la série. La plupart sont issues de l'album Mon Pinocchio - Babar sorti en 1983. 

### Épisode 1
Date de diffusion : Jeudi 15 décembre 1983
Souffrant d'une insolation, la jeune Marie-Rose délire. Autour d'elle, ses proches lui apportent leur soutien en attendant le docteur du village. Personne ne se doute que, dans son délire, Marie-Rose se voit en poupée de sucre.
- Chansons de l'épisode : Une fleur à mon chapeau / La poupée de sucre

### Épisode 2
Date de diffusion: Vendredi 16 décembre 1983
Le pâtissier parvient à libérer Marie-Rose du maléfice qui l'avait changé en poupée de sucre. Alors que cette dernière célèbre cet évènement, des habitants du village viennent faire leurs adieux.
- Chansons de l'épisode : Cher Monsieur le Pâtissier / Adieu (interprétée par Régine Blaess) / Avec du courage

### Épisode 3
Date de diffusion : Lundi 19 décembre 1983
Déterminée, Marie-Rose cherche un moyen de faire revenir ses amis qui ont quitté le village. Elle reçoit l'aide inattendue de Monsieur le Chêne, un arbre majestueux situé sur la place. Il lui présente la famille de Mecki le hérisson.
- Chansons de l'épisode : Monsieur le Chêne / Mecki le hérisson / Marie-Rose et les fleurs

### Épisode 4
Date de diffusion : Mardi 20 décembre 1983
Babar arrive au village. Mais une dispute éclate entre les habitants.
- Chansons de l'épisode : Babar / Ring ding ding / Un jour, demain peut-être

### Épisode 5
Date de diffusion : Mercredi 21 décembre 1983
Suivant le conseil de Monsieur le Chêne, Marie-Rose se rend chez l'horloger afin d'y rencontrer une horloge qui lui offre son aide pour lutter contre la Piranha.
- Chansons de l'épisode : L'horloger (interprétée par Roger Desmare) / Ding dong sonne sonne / La Pie Jama ou La Piranha (interprétée par Micha Bayard)

### Épisode 6
Date de diffusion : Jeudi 22 décembre 1983
Tous les habitants du village préparent la fête qui aura bientôt lieu. Mais un incendie survient et détruit une partie des préparatifs. Marie-Rose motive tous ses amis afin de tout recommencer.
- Chansons de l'épisode : Pas peur de travailler / Piou Piou petit poussin / Avec du courage

### Épisode 7
Date de diffusion : Vendredi 23 décembre 1983
La fête du village a enfin lieu. Marie-Rose propose à tous les habitants un spectacle auquel sont conviés Pinocchio, Monsieur Fred Hamster et une bande de Pierrots. Mais pendant que tout le village est captivé par le spectacle, Marie-Rose s'introduit chez la Piranha.
- Chansons de l'épisode : Mon Pinocchio / Monsieur Fred Hamster

### Episode 8
Date de diffusion : Samedi 24 décembre 1983
La Piranha surprend Marie-Rose à la recherche des papiers qui rendront leurs maisons aux habitants du village. Mais cette dernière parvient à se débarrasser de la sorcière.
- Chansons de l'épisode : Je voudrais / Marie-Rose, le Chêne, l'horloge / Un jour, demain peut-être

### Épisode 9
Date de diffusion : Dimanche 25 décembre 1983
Marie-Rose et les habitants du village célèbrent la défaite de la Piranha et préparent le village pour le retour de leurs amis.
Mais Marie-Rose fini par se réveiller.
- Chansons de l'épisode : Dépêchons-nous ne perdons pas de temps / La poupée de sucre / Le bonheur

## Autour de l'émission
- La poupée de sucre offerte par le pâtissier à Marie-Rose a été créée par Francis Vaudenhende, alors marié à Denise Fabre.
- Le tournage a eu lieu aux Buttes Chaumont, au studio 107.
- Certaines des chansons de ce conte musical n'ont pas éditées sur un disque avant 2013. Elles reprennent des instrumentations de chansons déjà existantes. Ainsi, le titre « Cher Monsieur le pâtissier » de l'épisode 2 reprend l'instrumentation de la chanson « Au bout du quai » (chantée par Jean-Jacques Debout et Carlos dans une émission de Maritie et Gilbert Carpentier intitulée « Le voyage de l'espérance »). La chanson « Pas peur de travailler » (épisode 6) reprend l'instrumentation du titre « Il faut construire ton paradis » issu de l'album C'est Guignol ! de Chantal Goya sorti en 1980.

Enfin, la chanson « Marie-Rose, le Chêne, l'Horloge » de l'épisode 8 a la même instrumentation que le morceau « Quatre petits lapins roses » présent sur l'album Comme Tintin de Chantal Goya sorti en 1981.
Dans le même registre, « Marie-Rose et les fleurs » (épisode 3) et « Dépêchons-nous ne perdons pas de temps » (épisode 9) ont également une instrumentation commune.
Éditée sur l'album Babar, la chanson « Ding dong sonne sonne » (épisode 5) a été chantée en duo par Chantal Goya et Mireille Mathieu lors d'une émission télévisée des Carpentier sous le titre « Partons en voyage ».
- La série est la seule apparition du personnage de Monsieur Fred Hamster.
- sortie en dvd le 5 juillet 2023